# 自助客務機

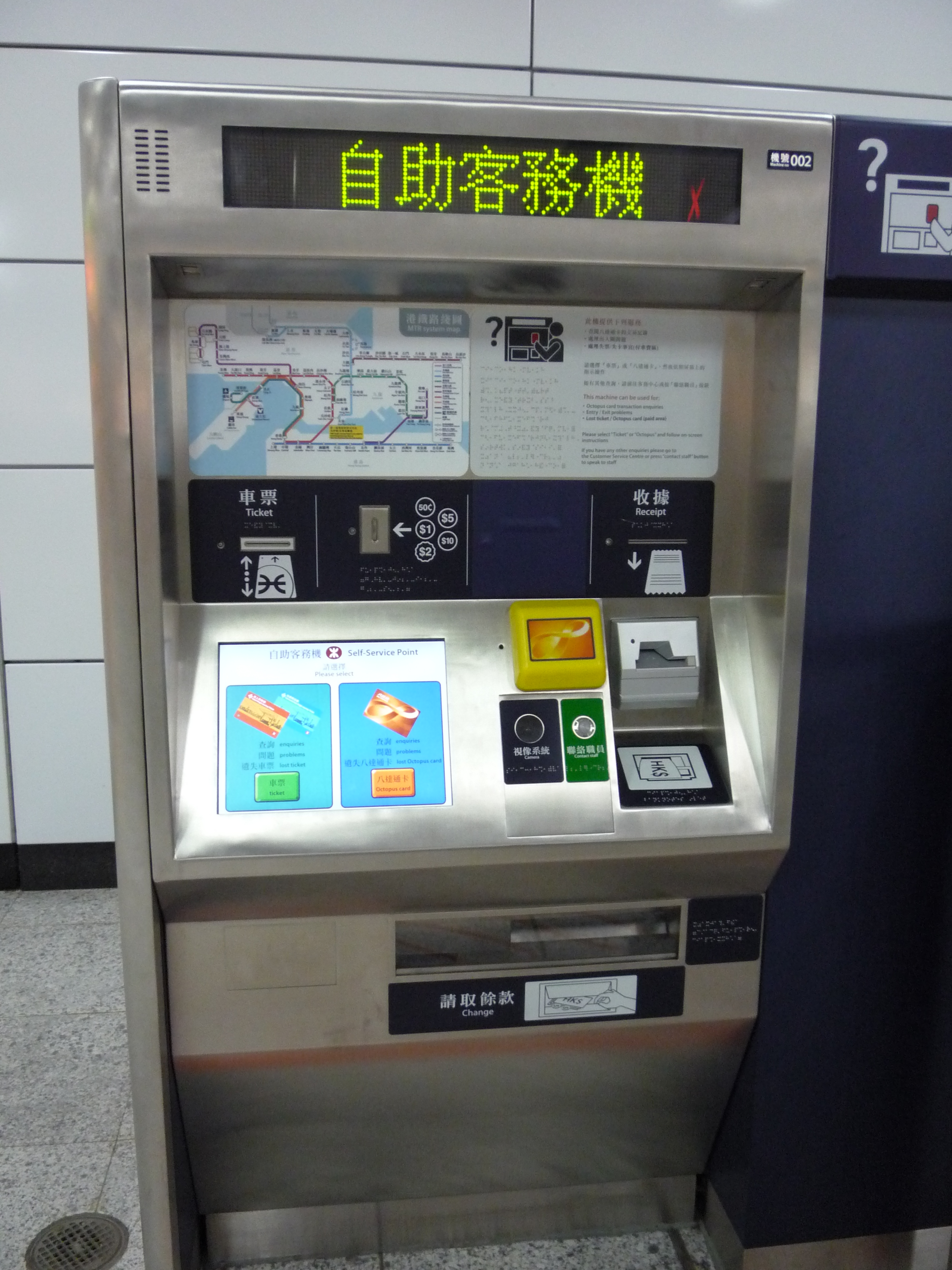
設於香港站的自助客務機

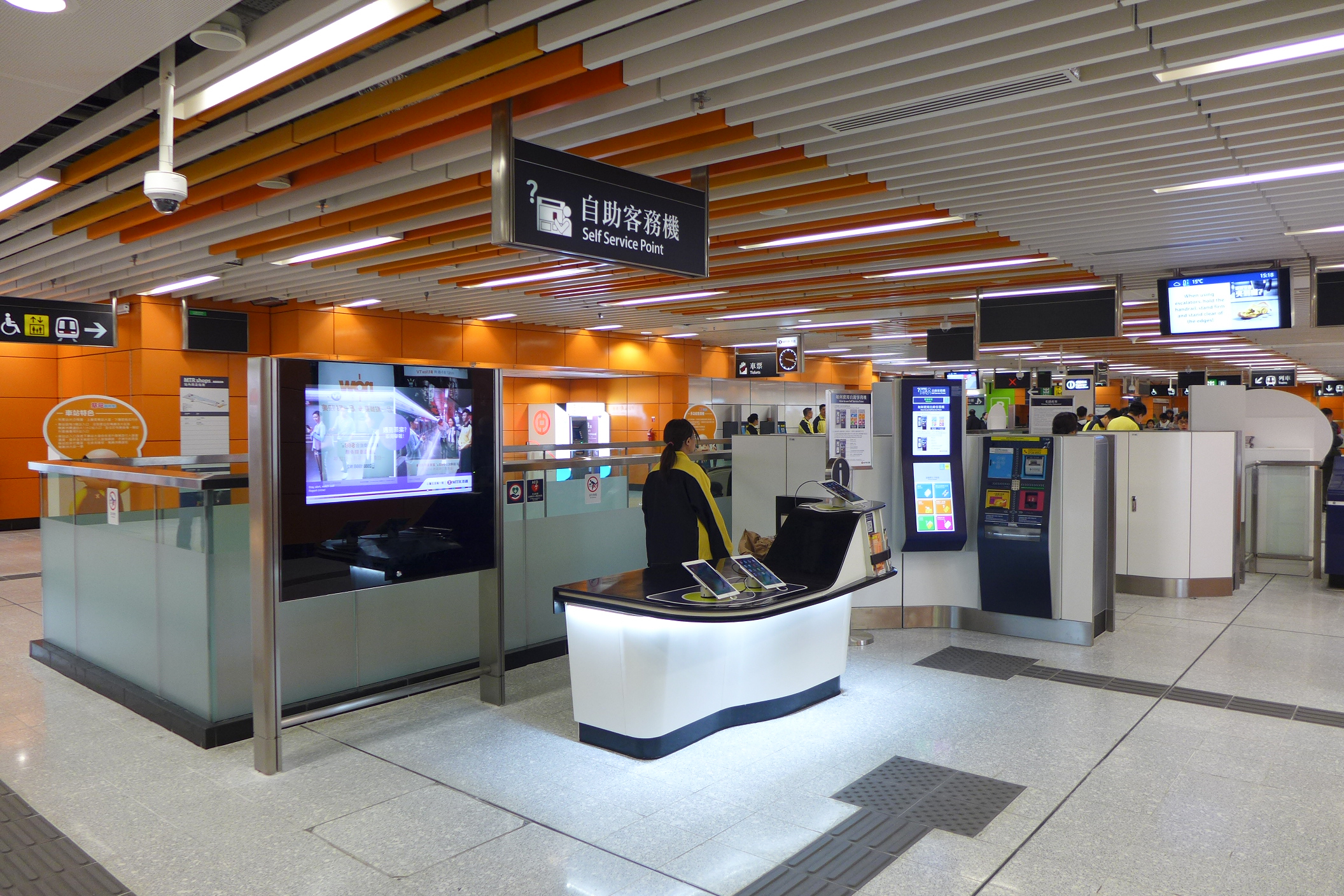
設於利東站的自助客務機及資訊台

自助客務機為港鐵於2007年7月推出的機器，設於香港站及青衣站的東涌綫大堂、黃埔站西大堂，以及南港島綫沿途各站，以方便乘客在無需前往客務中心的情況下自行處理票務問題。

## 歷史
港鐵在2007年7月19日宣佈，將會推出首部自助客務機，並於7月22日在香港站率先投入服務，每部機成本為70萬港元，屬於試驗性質。其後，港鐵亦於2009年於青衣站增設自助客務機。

## 服務範圍
自助客務機提供下列服務：
- 查詢八達通卡交易記錄
  - 乘客亦可付款$3以列印最近十次的交易記錄（該付款可以另外索取收據）
- 處理出入閘問題
  - 沒有有效入閘記錄：乘客可持八達通卡前往此機坦白輸入入閘車站，加註入閘記錄，便會自動計算車費，其處理方式與客務中心相同；使用此功能多於特定次數(一般為五至六次)八達通卡會自動鎖卡，以防濫用[3]
  - 補票：持單程票乘客如車程超出原有購票路段，可以補付車費差額
  - 遺失車票：乘客需繳付最高車費，之後系統會發出出閘票供乘客離開車站付費區
- 購買單程車票（可以索取收據及只發售普通等車票）（金鐘、香港及青衣站只接受現金（硬幣及紙幣，紙幣面額為$100或以下），而黃埔、海洋公園、黃竹坑、利東及海怡半島站則接受以現金（硬幣及紙幣，紙幣面額為$100或以下）或八達通）
- 購買港鐵都會票（可以索取收據）（不適用於金鐘、香港及青衣站）

自助客務機亦設有視像系統，乘客可以點選「聯絡職員」，視像系統即會啟動，乘客可與職員直接對話，在顯示屏中會出現職員的面貌，但港鐵在機上亦寫著如果需要進一步查詢建議乘客前往客務中心。雖然設有視像系統，但由於部份功能無法於此機執行（如購買全月通、購買八達通卡等），故並非所有乘客都會使用此機。值得一提的是，此機設置的位置並不靠近客務中心，甚至該層並不設有客務中心（如青衣站的自助客務機設置於U2層，最近的客務中心位於U1大堂層或U4往東涌方向月台）。
不過，由於此機在購買單程車票時可以列印收據，而單程票售票機無法做到此功能，故亦有乘客會使用本機購票。
如欲開始使用本機，乘客只需點選「車票」或「八達通卡」，之後根據指示選擇即可。

## 設置位置
此機設置於下列車站：
- 香港站：L3 東涌綫大堂（近E及F出口）
- 青衣站：U2 東涌綫大堂及4號月台（往香港方向，近G出口）
- 黃埔站：C 西大堂（近A及B出口）
- 南港島綫沿途各站： 金鐘站（近E出口）、海洋公園站（近C出口）、黃竹坑站（A及B出口之間）、利東站（近A出口）及海怡半島站（近A及B出口）